# Ford Trimotor
De Ford Trimotor (ook wel "Tri-Motor" en "Tin Goose" genoemd ) is een Amerikaans driemotorig vliegtuig. De productie begon in 1926 door de bedrijven van Henry Ford en eindigde op 7 juni 1933. In totaal werden 199 Ford Trimotors geproduceerd. De motoren van de Trimotor waren de Wright J-6-9 Whirlwinds.
Het was ontworpen voor de burgerluchtvaart, maar zag ook dienst als militair vliegtuig. De eerste vlucht was op 11 Juni 1926.

## Galerij

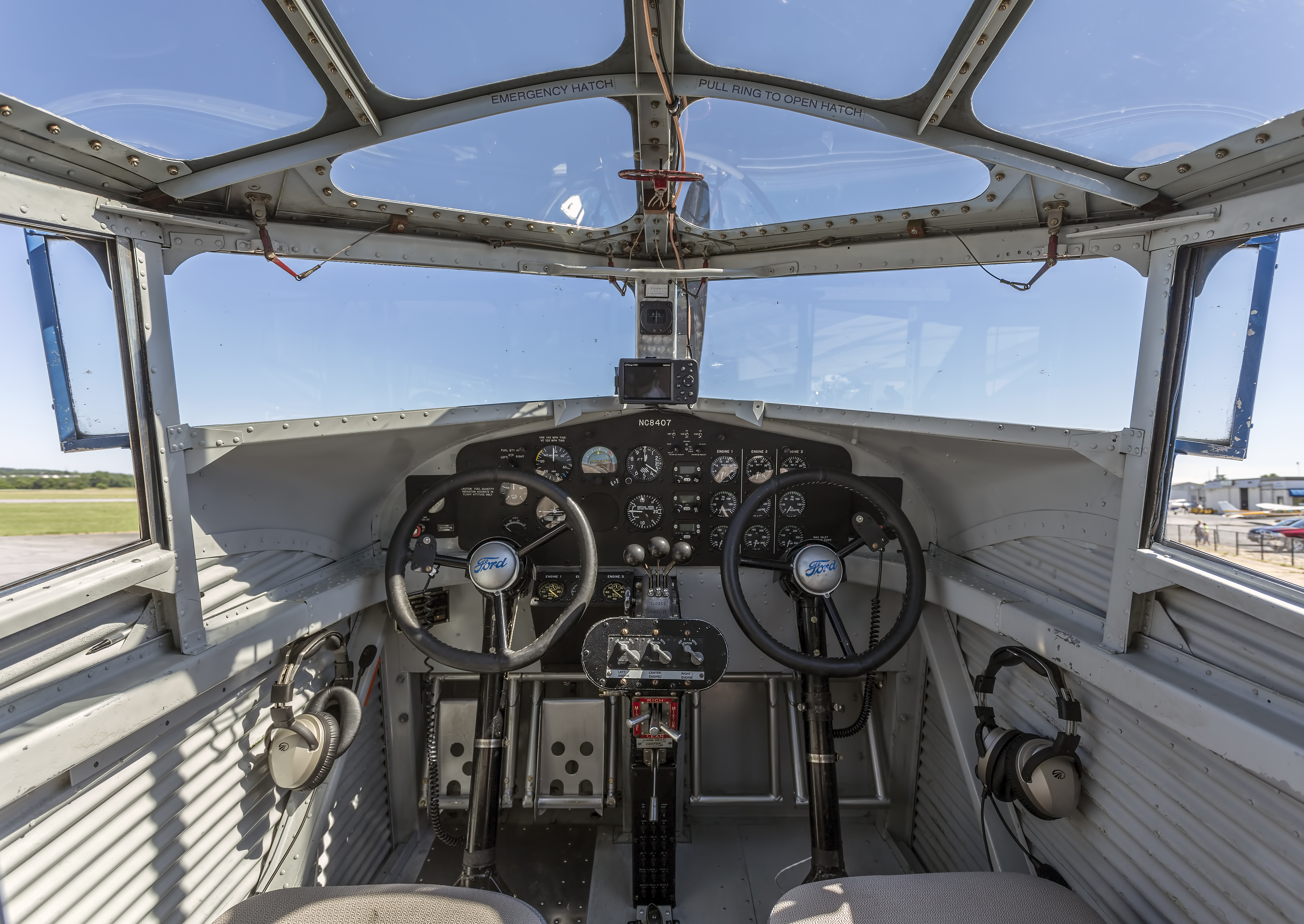
De cockpit van de Trimotor.
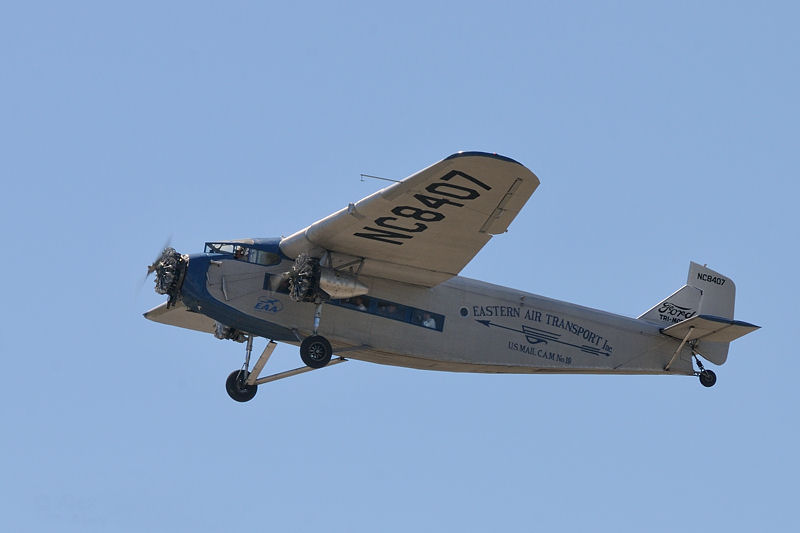
Een vliegend exemplaar.
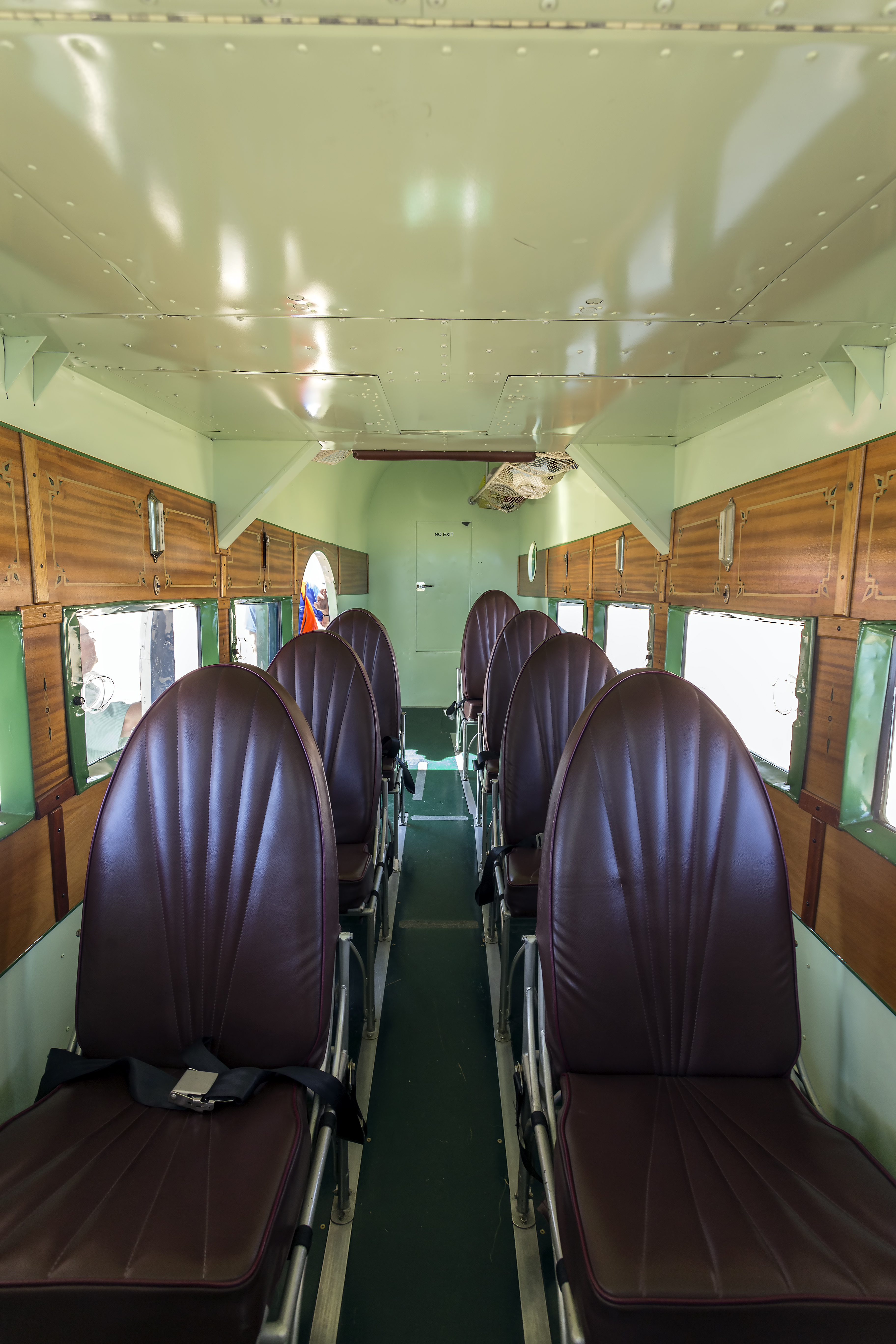
Het interieur.
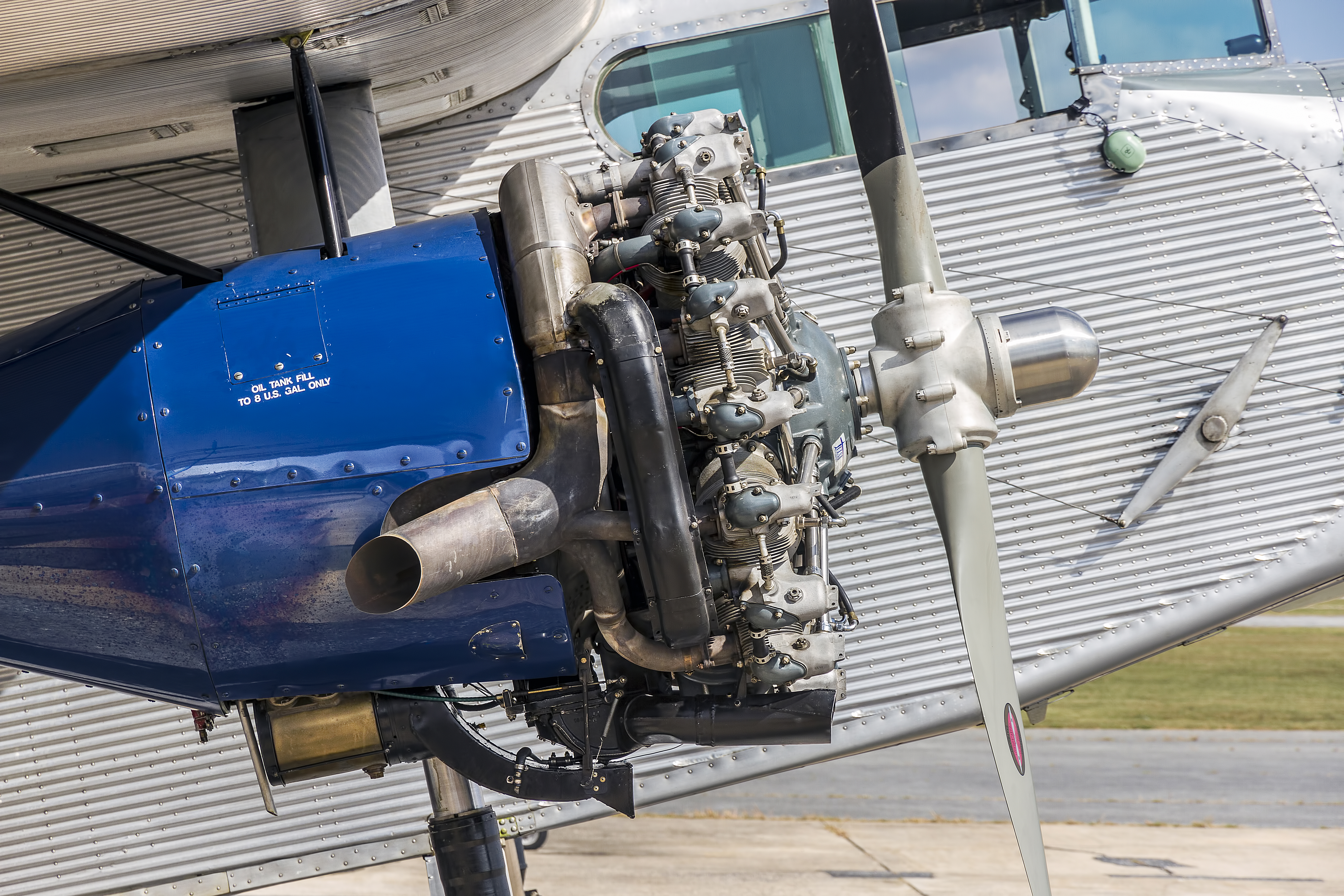
Een motor van het vliegtuig.
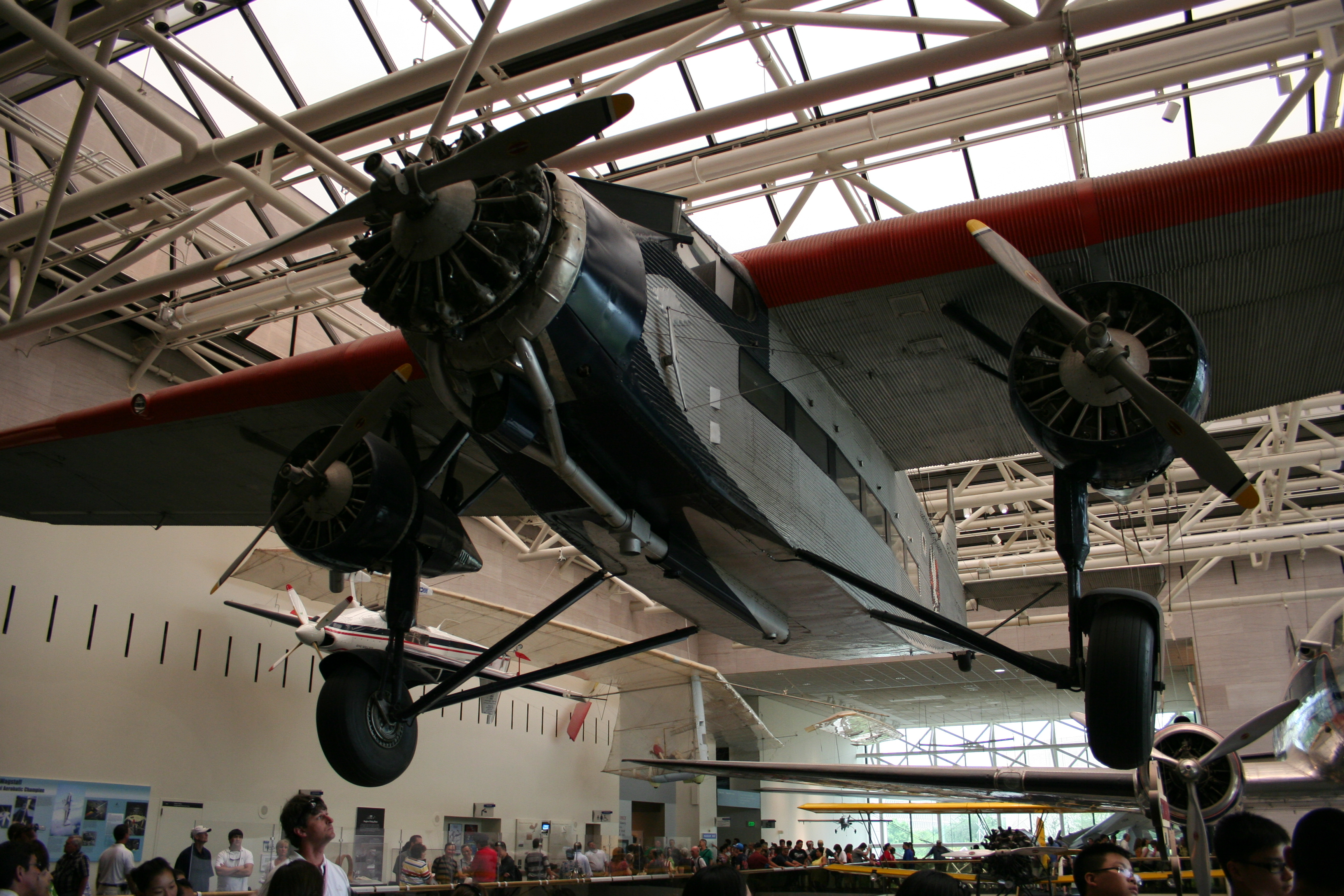
Een Trimotor in een museum.
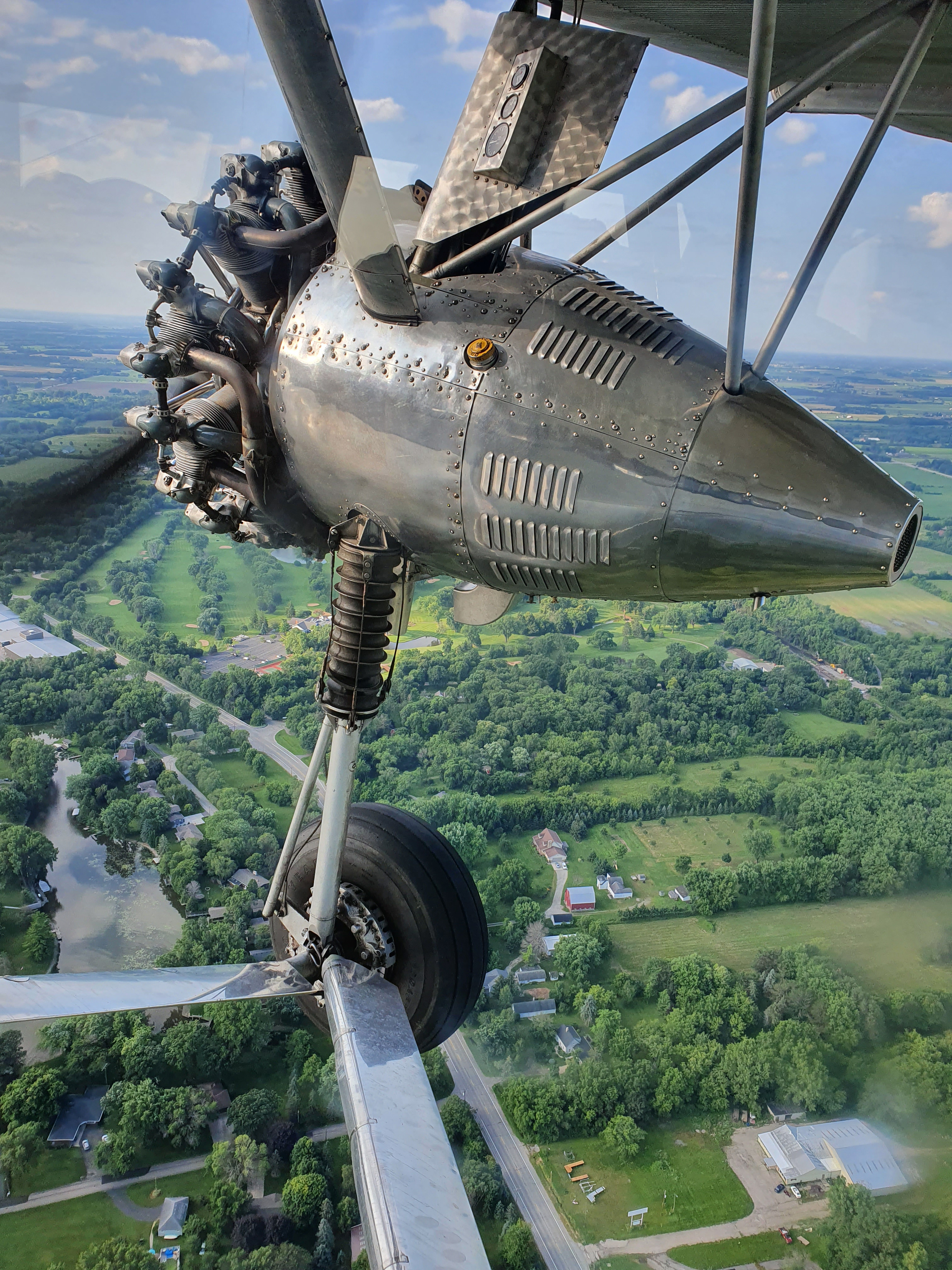
Een motor en het landingsgestel vanuit de cabine.
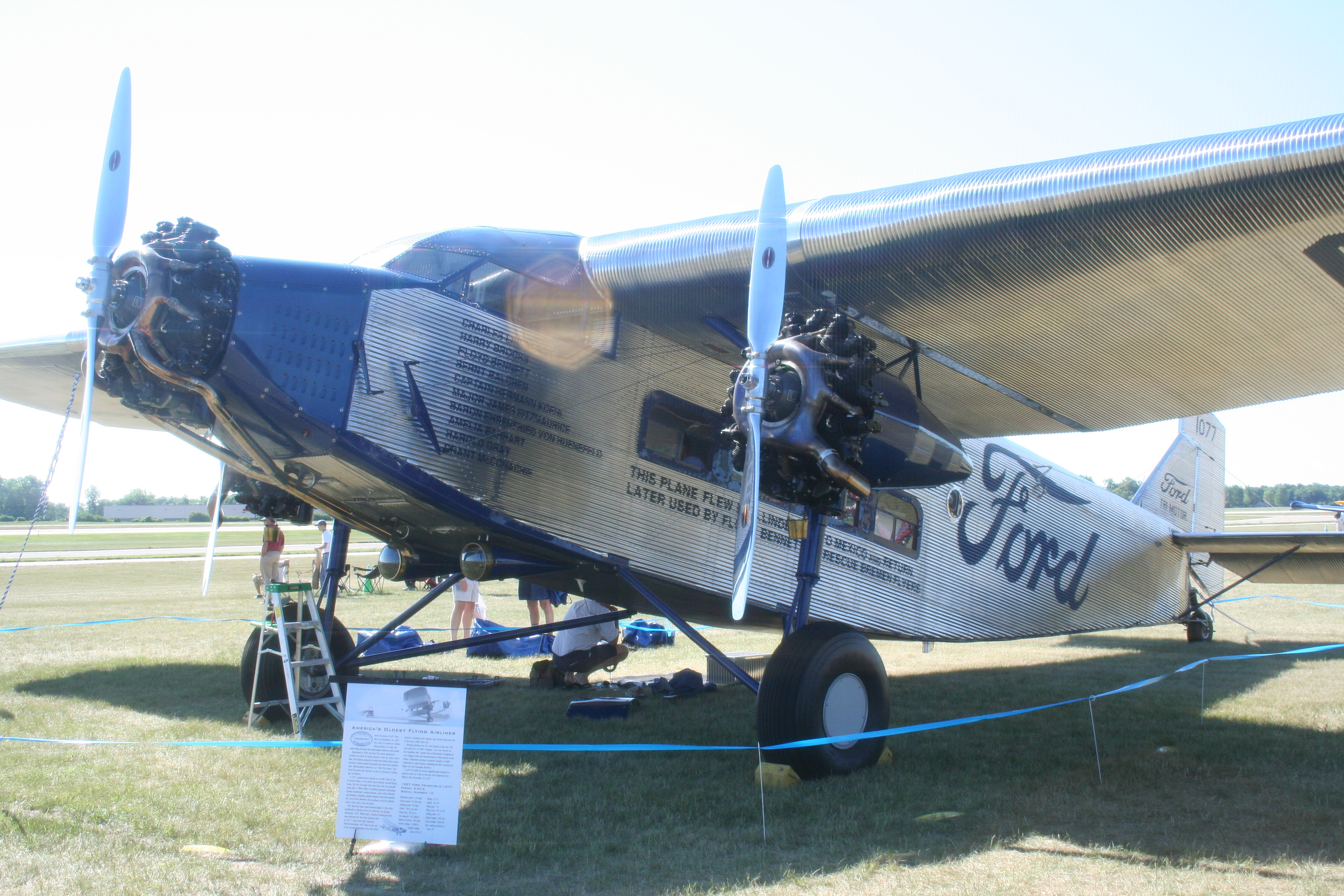
Een buiten tentoongestelde Trimotor.